# Свинарка (притока Вільшанки)
Свинарка — річка в Україні, у Городищенському районі Черкаської області. Ліва притока Вільшанки (басейн Дніпра).

## Опис
Довжина річки 13 км, похил річки — 4,0 м/км. Площа басейну 65,7 км².

## Розташування
Бере початок у Петропавлівці (колишнє Свинарка). Тече переважно на південний схід і у селі В'язівок впадає у річку Вільшанку, праву притоку Дніпра.
Річку перетинають автошляхи Т 2408 Т 2402